# Carabhydrini
Carabhydrini es una tribu de coleópteros adéfagos de la familia Dytiscidae. 
Es un sinónimo de la tribu Hydroporini.

## Géneros
Tiene los siguientes géneros.
- Carabhydrus[1]